# Francis Hunter
Francis Townsend (Frank) Hunter (New York, 28 juni 1894 – Palm Beach, 2 december 1981) was een tennisspeler uit de Verenigde Staten van Amerika. Hunter behaalde zijn grootste successen als dubbelspeler. Hij won in 1924 de gouden medaille in het herendubbelspel aan de zijde van Vincent Richards; hetzelfde jaar wonnen ze samen ook Wimbledon. In 1927 won Hunter samen met Bill Tilden het herendubbelspel op Wimbledon en het US Nationaal kampioenschap. In het gemengd dubbelspel won Hunter tweemaal Wimbledon. Hunter won met het Amerikaanse team de Davis Cup in 1927.

## Resultaten enkelspel
| Legenda | Legenda                          |
| ------- | -------------------------------- |
| g.t.    | geen toernooi gehouden           |
| l.c.    | lagere categorie                 |
| –       | niet deelgenomen                 |
| G       | uitgeschakeld in de groepsfase   |
| 1R      | uitgeschakeld in de eerste ronde |
| 2R      | uitgeschakeld in de tweede ronde |
| 3R      | uitgeschakeld in de derde ronde  |
| 4R      | uitgeschakeld in de vierde ronde |
| KF      | uitgeschakeld in de kwartfinale  |
| HF      | uitgeschakeld in de halve finale |
| F       | de finale verloren               |
| W       | het toernooi gewonnen            |
| w-v     | winst/verlies-balans             |

| toernooi                 | 1920 | 1921 | 1922 | 1923 | 1924 | 1925 | 1926 | 1927 | 1928 | 1929 | 1930 |
| ------------------------ | ---- | ---- | ---- | ---- | ---- | ---- | ---- | ---- | ---- | ---- | ---- |
| Australian Championships | –    | –    | –    | –    | –    | –    | –    | –    | –    | –    | –    |
| Roland Garros            | g.t. | g.t. | g.t. | g.t. | g.t. | –    | –    | 3R   | 4R   | KF   | –    |
| Wimbledon                | –    | HF   | –    | F    | 3R   | –    | –    | KF   | 1R   | 2R   | –    |
| US Championships         | 1R   | KF   | 4R   | HF   | 3R   | 3R   | 4R   | HF   | F    | F    | KF   |